# مرسیها آجریچ
مرسیها آجریچ (انگلیسی: Mersiha Aščerić؛ زادهٔ ۱۸ ژوئیهٔ ۱۹۷۸) بازیکن فوتبال اهل بوسنی و هرزگوین است.
وی همچنین در تیم ملی فوتبال زنان بوسنی و هرزگوین بازی کرده‌است.